# 訃報 2002年10月
訃報 2002年10月（ふほう 2002ねん10がつ）では、2002年（平成14年）10月中に物故した、又は物故が報じられた人物についてまとめる。

## （1日 - 15日）
- 10月1日- 佐藤甚次郎、地理学者（* 1914年）
- 10月1日 - 藤井英男、弁護士（* 1913年）
- 10月2日 - 森口繁一、応用数学者（* 1916年）
- 10月3日 - ネイサン・ジュラン、映画監督・美術監督（* 1907年）
- 10月4日 - ペーター・リバール、ヴァイオリニスト（* 1913年）
- 10月4日 - 岡田仲太郎、政治家（* 1920年）
- 10月5日 - 三鬼陽之助、経済評論家（* 1907年）
- 10月6日 - ベン・イーストマン、陸上競技選手（* 1911年）
- 10月6日 - 土屋敦博、保健学者（* 1916年）
- 10月7日 - 橋口倫介、西洋史学者（* 1921年）
- 10月8日 - ヨアヒム・ザーン、実業家（* 1914年）
- 10月9日 - ワンダ・ルッザート、ヴァイオリニスト（* 1919年）
- 10月10日 - 横沢七郎、元プロ野球選手、審判員（* 1914年）
- 10月10日 - ザラ・ネルソヴァ、チェロ奏者（* 1918年）
- 10月12日 - 桃井望、元AV女優（* 1978年）
- 10月12日 - レイ・コニフ、歌手・トロンボーン奏者（* 1916年）
- 10月12日 - 関屋綾子、平和運動家（* 1915年）
- 10月12日 - シドニー・W・ピンク、映画監督（* 1916年）
- 10月14日 - 日野啓三、作家（* 1929年）
- 10月14日 - 前川康男、児童文学作家・翻訳家（* 1921年）
- 10月15日 - 中田正子、日本初の女性弁護士（* 1910年）

## （16日 - 31日）

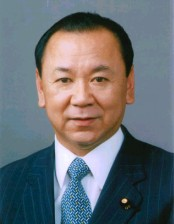
久野恒一／10月17日没

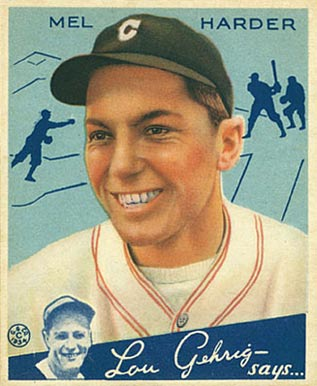
メル・ハーダー／10月20日没

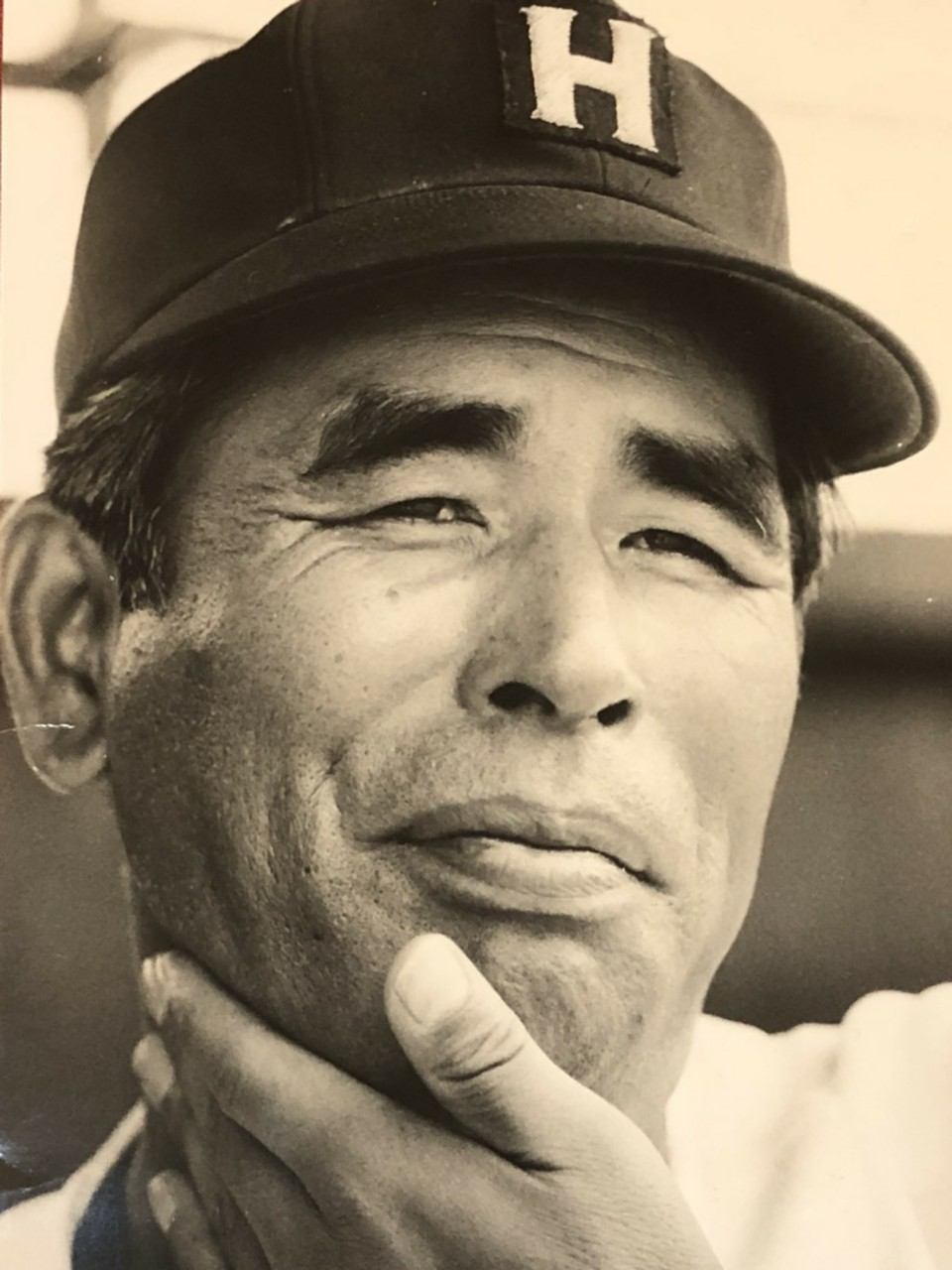
鴨田勝雄／10月27日没

- 10月16日 - 川島哲郎、地理学者（* 1918年）
- 10月17日 - 久野恒一、政治家、自由民主党参議院議員（* 1936年））
- 10月18日 - 小野協一、英文学者（* 1921年）
- 10月19日 - 原正市、篤農家（* 1917年）
- 10月19日 - 池谷三郎、元ラジオ東京アナウンサー（* 1923年）
- 10月19日 - マヌエル・アルバレス・ブラボ、写真家（* 1902年）
- 10月19日 - アイリーン・リギン、競泳選手（* 1906年）
- 10月19日 - 荘司福、日本画家（* 1910年）
- 10月20日 - メル・ハーダー、メジャーリーガー（* 1909年）
- 10月21日 - 矢数道明、医師、医史学者（* 1905年）
- 10月21日 - 笹沢左保、小説家（* 1930年）
- 10月21日 - 国弘威雄、脚本家（* 1931年）
- 10月21日 - ジェシー・グリーンスタイン、天文学者（* 1909年）
- 10月21日 - 田中隆尚、歌人・ギリシャ文学者（* 1918年）
- 10月21日 - 中村久次、実業家・音響技術者（* 1912年）
- 10月22日 - 岡島正之、政治家、元衆議院議員（* 1930年）
- 10月22日 - アポニー・ゲーラルディネ、アルバニア国王ゾグ1世の妃（* 1915年）
- 10月23日 - 山本夏彦、随筆家（* 1915年）
- 10月23日 - 草場敏郎、経営者（* 1917年）
- 10月25日 - 石井紘基、衆議院議員（* 1940年）
- 10月26日 - 寺山義雄、農政ジャーナリスト（* 1919年）
- 10月26日 - ジャック・マシュ、陸軍軍人（* 1908年）
- 10月27日 - 鴨田勝雄、アマチュア野球指導者（* 1939年）
- 10月27日 - アンドレ・ド・トス、映画監督（* 1913年）
- 10月28日 - マーガレット・ブース、映画編集者（* 1898年）
- 10月29日 - 坂本多加雄、政治学者（* 1950年）
- 10月29日 - 長嶺秋夫、政治家（* 1908年）
- 10月30日 - 陸奥イアン陽之助、ジャーナリスト・映画監督（* 1907年）
- 10月30日 - アリキ・ディプララコウ、モデル（* 1912年）
- 10月31日 - 天野慶之、水産学者（* 1914年）
- 10月31日 - ラフ・ヴァローネ、俳優（* 1916年）
- 10月31日 - レイモン・サヴィニャック、ポスター画家（* 1907年）
- 日付不明 - 加藤義秀、陸軍軍人（* 1901年）